# Hipposideros durgadasi
Hipposideros durgadasi (Khajuria, 1970) è un pipistrello della famiglia degli Ipposideridi endemico dell'India.

## Descrizione

### Dimensioni
Pipistrello di piccole dimensioni, con la lunghezza della testa e del corpo tra 36,45 e 41,12 mm, la lunghezza dell'avambraccio tra 34,45 e 37,5 mm, la lunghezza della coda tra 21,21 e 24,5 mm, la lunghezza del piede tra 5,1 e 7 mm, la lunghezza delle orecchie tra 12,7 e 15 mm.

### Aspetto
Il colore generale del corpo è brunastro, mentre le parti ventrali sono colo crema. Le orecchie sono relativamente corte e arrotondate con un antitrago ben sviluppato. La foglia nasale presenta una porzione anteriore semplice senza fogliette laterali supplementari e con un incavo centrale lungo il margine inferiore e una porzione posteriore con tre setti poco visibili che la dividono in quattro celle. I piedi sono piccoli. Le membrane alari sono scure. La coda è lunga e si estende leggermente oltre l'ampio uropatagio. 

## Biologia

### Comportamento
Si rifugia in colonie all'interno di grotte artificiali e sotto grossi ammassi granitici insieme ad altre specie di pipistrelli, in particolare Rhinolophus lepidus, Rhinopoma hardwickei, Taphozous melanopogon e Taphozous theobaldi.

### Alimentazione
Si nutre di insetti, particolarmente scarafaggi e grilli.

## Distribuzione e habitat
Questa specie è conosciuta soltanto in tre località del Distretto di Jabalpur, nello stato indiano del Madhya Pradesh. Recentemente alcuni individui sono stati catturati nel Distretto di Kolar, nello stato di Karnataka, estendendo di circa 1.300 kM a sud il suo areale conosciuto.
Vive nelle foreste tropicali secche fino a 200 metri di altitudine.

## Conservazione
La IUCN Red List, considerato l'areale superiore a 1.300 km² e il continuo declino nella qualità del proprio habitat, classifica H.durgadasi come specie vulnerabile (VU).